# Roveretói csata
A roveretói csata (más néven a roveredoi csata) 1796. szeptember 4-én zajlott le a francia forradalmi háborúk idején, a francia és az osztrák erők között. A csatát Észak-Itáliában vívták Rovereto városa közelében, és francia győzelmet eredményezett.
Bonaparte tábornok serege az Etsch (Adige) folyó völgyében nyomult előre azzal a szándékkal, hogy bevonul a Rajna és a Duna közé, amit Davidovich osztrák tábornagy Trient (Trento) környékének védelmével próbált megakadályozni. Bonaparte hadserege három oszlopban haladt. A balszárnyat Vaubois tábornok vezetésével már elküldte a Garda-tó fölé. Középen Masséna tábornok haladt az Etsch völgyében, míg a jobbszárnyon Augureau tábornok kapta azt a  feladatot, hogy törjön át a  Monti Lessini dombvidékén.
Az Adige völgyében Davidovich két szélső álláshelye Ala és Serravalle volt, fő védelmi állást egy kicsit tovább északra Marco és Mori jelentette, valamint még két védállást foglalt el Roveretónál és Callianónál.
Szeptember 3-án Vukassovich tábornok erőit kinyomták Alából és Serravalléból. A franciák ezután szembesültek a komoly feladattal: az osztrákok bevették magukat a Marcói szorosba és  erősen védték Rovereto városát. A Marcói szoros elesett, amikor Massena könnyű hadosztálya Jean-Joseph Pijon vezetésével megjelent a város feletti magaslatokon, arra kényszerítve az osztrákokat, hogy visszavonuljanak, vagy bekerítik őket. Körülbelül ugyanebben az időben Vaubois tábornok csapatai elfoglalták a mori megerősített tábort, egy völgy oldalán Marcótól nyugatra.
Az osztrákok megpróbálták megvédeni Roveretót. Azután ismét  bekerítették őket, amikor Rampon tábornok a nehéz terepen  a város és az Etsch folyó között előrenyomult. Miután egy rövid kísérletet tettek arra, hogy a várost megtartsák, az osztrákok visszavonultak a következő védállásba Callianónál, de a következő nap a franciák csatát erőszakoltak ki (Callianói csata, 1796. szeptember 5.) és bevonultak Trientbe.
Bonaparte tábornok ekkor fedezte fel, hogy Wurmser tábornagy az osztrák hadsereg nagy részével lefelé halad a Brenta völgyében (Trienttől keletre) azzal a céllal, hogy másodszor is megpróbálja felmenteni az ostromlott Mantovát. Bonaparte kénytelen volt abbahagyni az előrenyomulást Németország felé, hogy szembeszálljon ezzel az új fenyegetéssel. Ezután a rá jellemzően gyors mozgással Bobaparte megverte Wurmsert a primolanói (szeptember 7.) és a bassanói (szeptember 8.) csatákban.
Az egyik francia tiszt, Claude-Henri Belgrand de Vaubois, aki részt vett a csatában, szeretett volna Bonaparte tábornok kormányzója lenni Máltán 1799-től, kénytelen volt megadni magát a briteknek 1800-ban az ostromlott Valettában.

## Fordítás
- Ez a szócikk részben vagy egészben  a   Battle of Rovereto című angol Wikipédia-szócikk fordításán alapul.  Az eredeti cikk szerkesztőit annak laptörténete sorolja fel. Ez a jelzés csupán a megfogalmazás eredetét és a szerzői jogokat jelzi, nem szolgál a cikkben szereplő információk forrásmegjelöléseként.